# Jours-en-Vaux
Jours-en-Vaux era una comuna francesa situada en el departamento de Côte-d'Or, de la región de Borgoña-Franco Condado, que el 1 de enero de 2016 pasó a ser una comuna delegada de la comuna nueva de Val-Mont al fusionarse con la comuna de Ivry-en-Montagne.

## Demografía
| Gráfica de evolución demográfica de Jours-en-Vaux entre 1800 y 2013 |
|                                                                     |

Los datos demográficos contemplados en este gráfico de la comuna de Jours-en-Vaux se han cogido de 1800 a 1999 de la página francesa EHESS/Cassini, y los demás datos de la página del INSEE.